# Kurgunta
Kurgunta is een census town in het district Gulbarga van de Indiase staat Karnataka. 

## Demografie
Volgens de Indiase volkstelling van 2001 wonen er 8584 mensen in Kurgunta, waarvan 51% mannelijk en 49% vrouwelijk is. De plaats heeft een alfabetiseringsgraad van 51%. 